# 东平街道
东平街道，全称东平街道办事处，是中华人民共和国山东省泰安市东平县下辖的一个乡镇级行政单位，位于东平县中部，由原东平镇2010年6月改制而来，为中共东平县委和东平县人民政府驻地。
东平街道面积153平方公里，耕地面积6400公顷，常住人口17万余人，是东平县面积最大、人口最多的乡镇级行政单位，也是“全国环境优美乡镇”，山东省“省级文明乡镇”。

## 行政区划
东平街道下辖有74个村级行政区。其中有10个社区和64个行政村。其中宿城村为东平街道办事处驻地，后屯社区为东平县政府驻地。

### 社区
后屯社区，刘范村社区，高范村社区，护驾村社区，赤脸店社区，赵桥社区，闫村社区，李范村社区，尹范村社区，虹桥社区。

### 行政村
李泉子村，井庄村，董庄村，大陈庄村，一担土村，望驾村，顾驾村，栾庄村，无盐村，牌子村，吴庄村，孟寨村，北城子村，井仓村，驻驾村，韩庄村，孟村村（北），徐村，赵村，井峪村，郝沟村，大井村，宿城村，罗庄村，古台寺村，焦村，焦园村，卜楼村，营子村，北马庄村，前辛庄村，前路口村，东官屯村，后路口村，蔡村，毛庄村，稻屯村，百户庄村，诵尧台村，单楼村，秦海子村，张家庄村，陈家庄村，西辛庄村，刘庄村，小河村，塘坊村，石楼村，西官屯村，于寺村，石马村，王村，东豆山村，西豆山村，孟村，河沟村，卞庄村，铁板桥村，曹村，龙山屯村，尚庄村，东海子村，前海子村和金山口村。

## 历史沿革

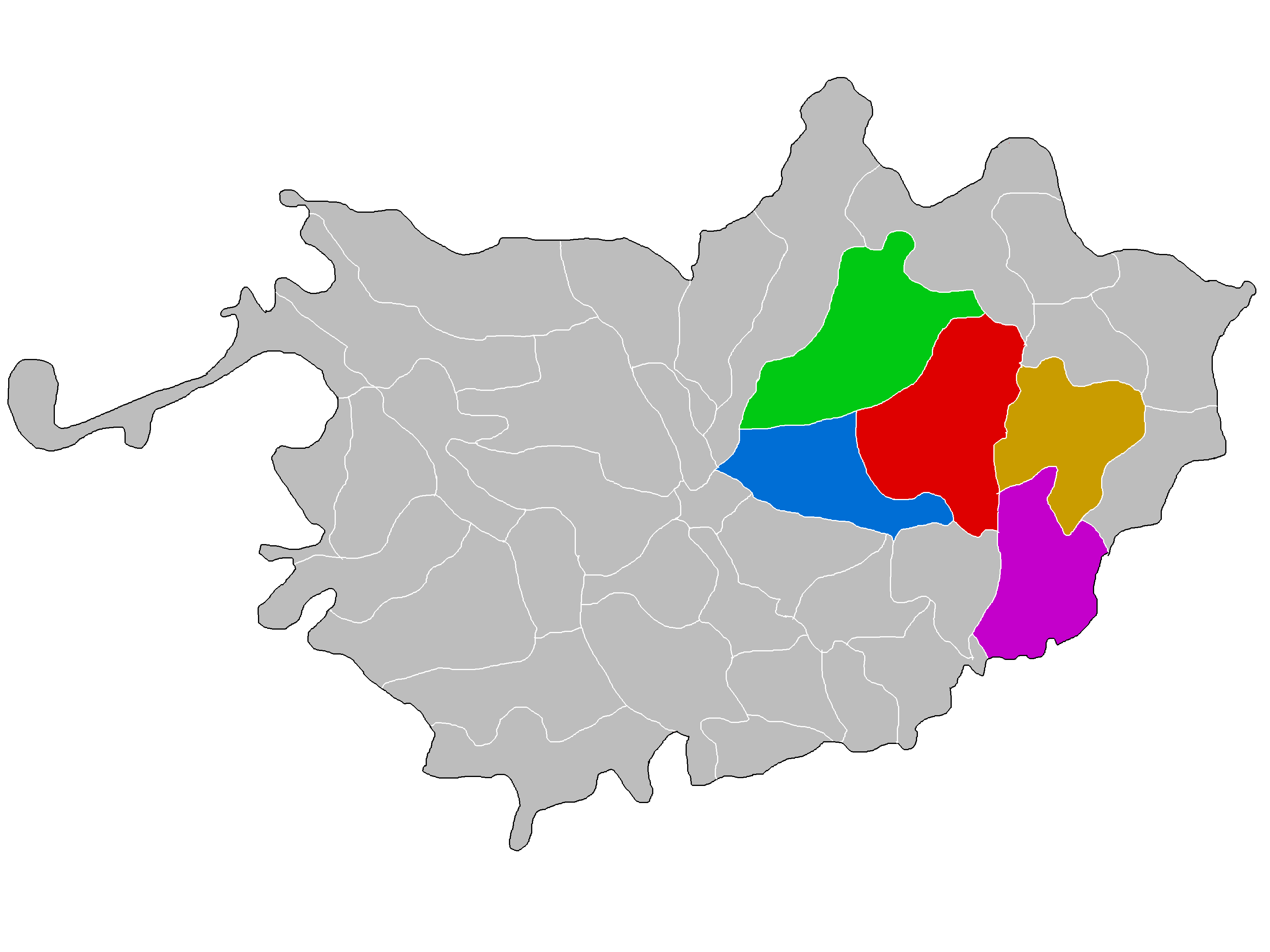
1825年的东平州地图，上色者为今东平街道分属的五个保。
义和保 辖西豆山村等
慈仁保 辖宿城、后屯村等
深仁和保 辖刘庄等
仁化保 辖一担土村等
仁风孝保 辖无盐村等

早在西周时期，周武王在今东平街道西部的宿城村一带分封伏羲氏的后代，建立宿国。春秋时期，宿国成为宋国附庸，鲁、宋两国曾于公元前722年在宿国会盟。约公元前684年，宋国将宿国迁走，后来宿国最终为宋所灭，再之后宿地渐入齐境。齐国人吞并鄣国、遂国後，在今东平街道东部的无盐村设置无盐邑。秦朝时期置无盐县，辖境包括今东平街道西南部，隶属薛郡，而今东平街道东北部属济北郡。西汉末年，今东平街道境内曾爆发索卢恢领导的响应赤眉军的无盐起义，并同王莽军队爆发成昌之战。两汉魏晋时期，无盐县先后属梁国、济东国、大河郡、东平国、东平郡，其中东平国、东平郡治所曾在今宿城村。北齐时期，无盐县并入须昌县。隋时，置宿城县，唐代改宿城县为东平县，县城由宿城迁至须昌。
清雍正十三年（公元1735年），东平州降为散州，今东平街道地域分属北仁保（义和保）、仁化保、仁风孝保、慈仁保、深仁和保。中华民国初沿用保制，后改为区制，今东平街道中部、西部属东平三区，东部大井、无盐等村属四区，西豆山、河沟等少数村庄属二区。
1938年8月，日军攻占东平县城，此后在今东平街道境内设立多个据点。同年末，中共驻驾村党支部建立。1939年初，日军先后在今东平街道境内制造半倒井惨案和无盐惨案。同年3月8日，八路军115师东进支队抵达四区无盐村。5至9月，中共东平三区区委和抗日区公所建立。1940年冬，东平县地方抗日武装火烧宿城北寨门；次年下半年，中共东平县县大队先后在大井、井仓、北城子等地伏击日军和伪军并取得胜利。1943年初冬，击毙伪乡长秦老道。1945年5月，东平街道全境解放。

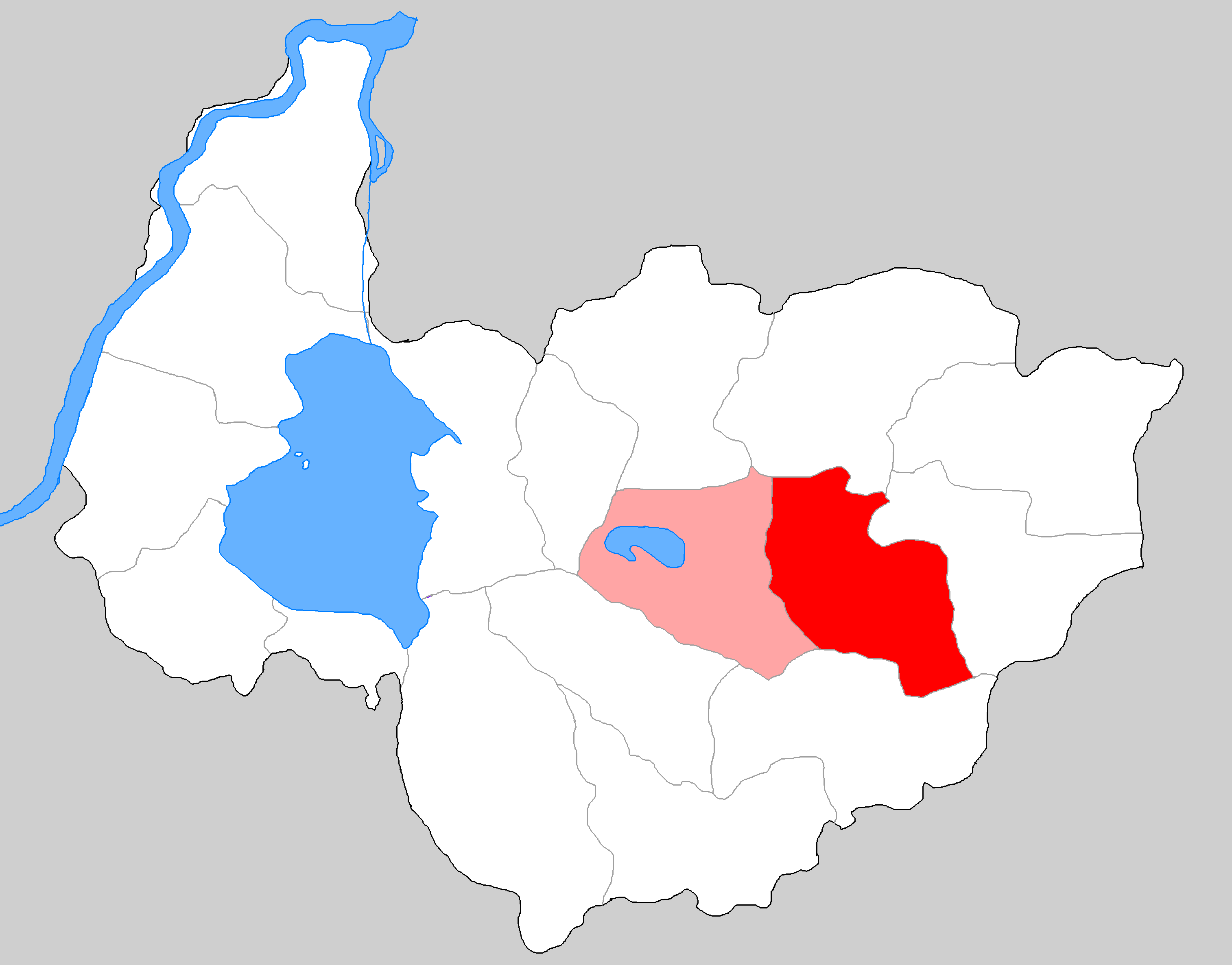
1993年的东平县地图
红色为东平镇 浅红色为宿城镇

中华人民共和国建立后。东平街道大部属四区。1955年11月建立宿城区。1958年10月成立宿城人民公社。1959年10月至1961年底东平县建制撤销，此后宿城公社先后属汶上县、梁山县、平阴县。1962年1月，东平县建制恢复，宿城公社复归。
1982年11月，山东省政府批准东平县城自州城公社迁入宿城公社。1983年1月，宿城公社改为东平镇，次年4月，东平镇又改为宿城区，区驻地宿城村。1985年12月，区级行政区划撤消，原宿城区范村乡、大井乡析出组建为东平镇，镇驻地刘范村，宿城区其他地区组建宿城乡。次年1月，原大羊区井仓乡并入东平镇:27:2。1993年3月，宿城乡撤乡设镇:1:2:2。2001年，撤销宿城镇，原宿城镇行政区域并入东平镇，东平镇人民政府驻地迁至原宿城镇人民政府驻地。2010年3月，为建设东平工业园区，大羊乡尚庄、东海子、前海子、龙山屯、曹村、梯门乡的金山村划归东平镇。同年6月30日，撤销东平镇，设立东平街道办事处至今。

## 地理
东平街道位于东平县中东部，东经116°19′～116°33′之间，东接接山镇，西临老湖镇，北与大羊镇、梯门镇搭界，南隔大清河与彭集街道、东平街道相望。东平街道南北长11.1公里，东西长25.9公里，总面积153平方公里，其中耕地6400公顷。境内分布有褐土、棕壤潮土、风沙土等土壤。山石、河砂等资源较为丰富。
| ㋀                                | ㋁      | ㋂   | ㋃      | ㋄       | ㋅       | ㋆        | ㋇        | ㋈       | ㋉      | ㋊      | ㋋      |
| 6 3 −7                            | 22 9 −4 | 16 3 | 48 20 7 | 81 24 13 | 47 32 19 | 241 30 21 | 121 27 20 | 83 27 16 | 17 25 8 | 37 17 1 | 18 5 −6 |
| 平均最高及最低溫度以攝氏（℃）表記 |         |      |         |          |          |           |           |          |         |         |         |
| 降雨總量單位為（㎜）              |         |      |         |          |          |           |           |          |         |         |         |
| 資料來源：                        |         |      |         |          |          |           |           |          |         |         |         |

| 英制單位換算                      | 英制單位換算 | 英制單位換算 | 英制單位換算 | 英制單位換算 | 英制單位換算 | 英制單位換算 | 英制單位換算 | 英制單位換算 | 英制單位換算 | 英制單位換算 | 英制單位換算 |
| --------------------------------- | ------------ | ------------ | ------------ | ------------ | ------------ | ------------ | ------------ | ------------ | ------------ | ------------ | ------------ |
| ㋀                                | ㋁           | ㋂           | ㋃           | ㋄           | ㋅           | ㋆           | ㋇           | ㋈           | ㋉           | ㋊           | ㋋           |
| 0.2 37 19                         | 0.9 48 25    | 0.6 61 37    | 1.9 68 45    | 3.2 75 55    | 1.9 90 66    | 9.5 86 70    | 4.8 81 68    | 3.3 81 61    | 0.7 77 46    | 1.5 63 34    | 0.7 41 21    |
| 平均最高及最低溫度以華氏（℉）表記 |              |              |              |              |              |              |              |              |              |              |              |
| 降雨總量單位為英吋（㏌）          |              |              |              |              |              |              |              |              |              |              |              |

| ㋀                                | ㋁      | ㋂   | ㋃      | ㋄       | ㋅       | ㋆        | ㋇        | ㋈       | ㋉      | ㋊      | ㋋      |
| 6 3 −7                            | 22 9 −4 | 16 3 | 48 20 7 | 81 24 13 | 47 32 19 | 241 30 21 | 121 27 20 | 83 27 16 | 17 25 8 | 37 17 1 | 18 5 −6 |
| 平均最高及最低溫度以攝氏（℃）表記 |         |      |         |          |          |           |           |          |         |         |         |
| 降雨總量單位為（㎜）              |         |      |         |          |          |           |           |          |         |         |         |
| 資料來源：                        |         |      |         |          |          |           |           |          |         |         |         |

| 英制單位換算                      | 英制單位換算 | 英制單位換算 | 英制單位換算 | 英制單位換算 | 英制單位換算 | 英制單位換算 | 英制單位換算 | 英制單位換算 | 英制單位換算 | 英制單位換算 | 英制單位換算 |
| --------------------------------- | ------------ | ------------ | ------------ | ------------ | ------------ | ------------ | ------------ | ------------ | ------------ | ------------ | ------------ |
| ㋀                                | ㋁           | ㋂           | ㋃           | ㋄           | ㋅           | ㋆           | ㋇           | ㋈           | ㋉           | ㋊           | ㋋           |
| 0.2 37 19                         | 0.9 48 25    | 0.6 61 37    | 1.9 68 45    | 3.2 75 55    | 1.9 90 66    | 9.5 86 70    | 4.8 81 68    | 3.3 81 61    | 0.7 77 46    | 1.5 63 34    | 0.7 41 21    |
| 平均最高及最低溫度以華氏（℉）表記 |              |              |              |              |              |              |              |              |              |              |              |
| 降雨總量單位為英吋（㏌）          |              |              |              |              |              |              |              |              |              |              |              |

### 气候
东平街道属典型的暖温性大陆性季风气候，四季分明。平均气温约14 ℃。最热的月份是六月，平均气温在26℃下，最冷月为一月，平均气温零下2℃。东平县降雨量平均每年737毫米，夏季降雨占大多数。降雨量最多的月份是7月，平均降雨量241毫米，最干燥的月份是一月，平均降水量6毫米。阳光充足，东平街道东部地区全年日照总时数2475.2小时，平均无霜期200天。

### 地貌

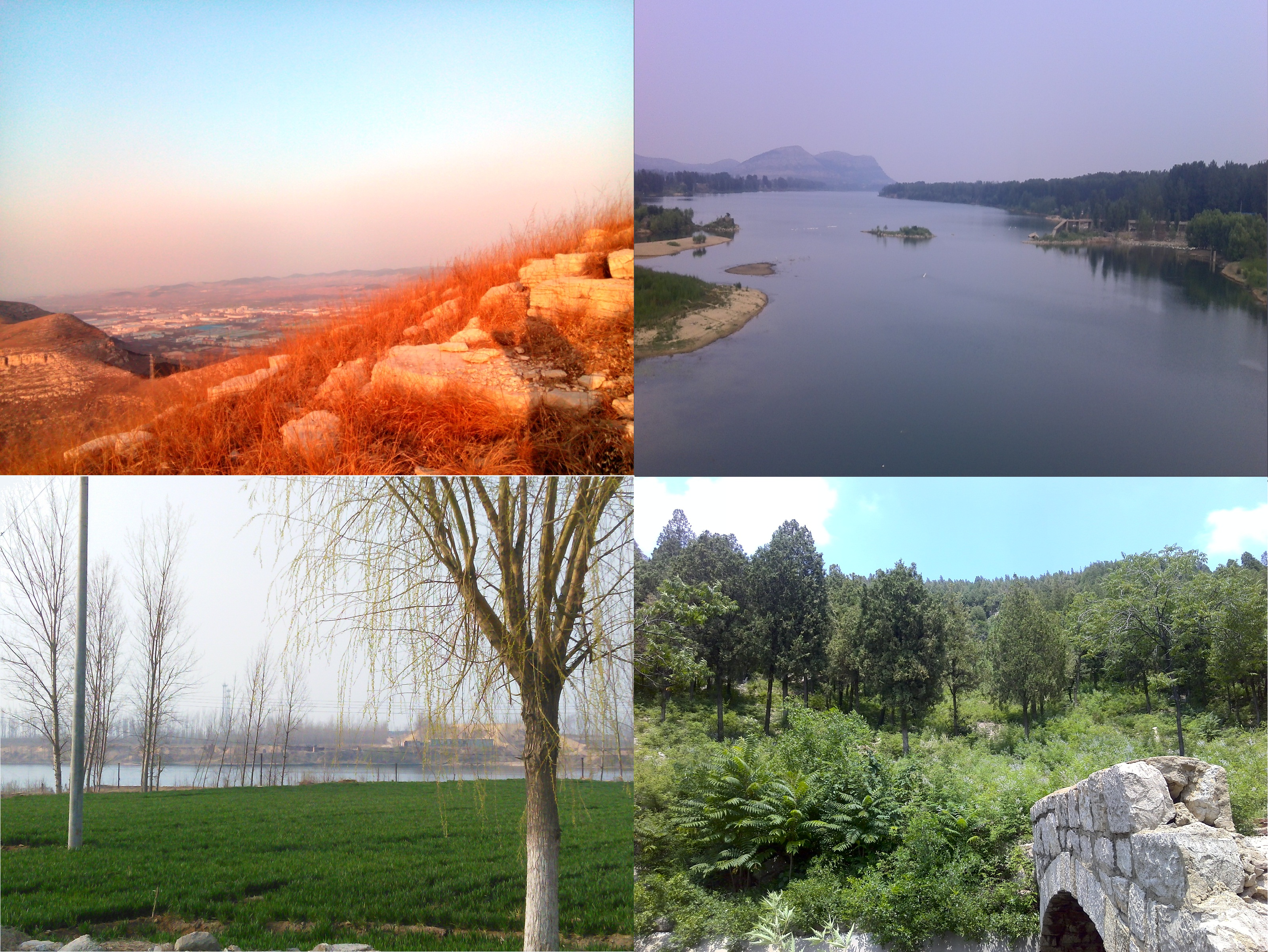
东平街道境内的自然景观
左上：白佛山 右上：大清河
左下：大清河北岸 右下：青峰山

东平街道平均海拔49米，地势东北高西南低，山地、丘陵、平原、洼地、湖泊皆有分布。北部、东部分布有山丘，为泰山余支，其中白佛山峰顶为东平街道最高点，黄海高程370.6米，此外还分布有东山、韩山、龙山等山丘。西部、南部主要为大汶河冲击平原。西部还分布有湖泊稻屯洼，为东平街道最低点，最低处仅有39.3米，其上建有稻屯洼国家湿地公园。
东平街道境内有多条河流，最大的河流为自西向东在东平街道南境流过的大清河。此外还有白吉河、南金线河、跃进河等天然河流，这些河流大多汇入稻屯洼。新中国建立后，也开挖了胜利渠等人工河道，用于饮水和灌溉。

## 人口与文化
2010年，东平街道有居民147097人。其中73870人为女性，73227人为男性。15岁以下的儿童占总人口16.0％，成人占总人口64 74％，65岁以上的老人占8.0％。东平街道以汉族为主，其次为回族，2012年，东平街道境内有回族670人。回族主要居住在北马庄村、宿城村、西辛庄村和高范村，其中北马庄村为回民村。
流传于东平街道的无盐娘娘的传说、白佛山的传说被列入东平县非物质文化遗产名录，此外还有一担土的传说等。民间传统体育竞技驻驾村小洪拳，民间音乐古台寺硪号子等也被列入东平县非物质文化遗产名录。

## 经济
2012年，东平街道共播种农作物10,461.73公顷，其中粮食作物9520公顷，总产63,700吨；油料作物286.93公顷，总产1,100吨；棉花360.27公顷，总产475.55吨；蔬菜和瓜类共12423公顷，总产708,500吨。拥有标准化规模饲养场170家，生猪、羊、兔存栏分别有2.2万、2.7万、1.8万只，畜牧业总产值8790万元；水产品养殖面积533.33公顷，产量5,500吨，产值7200万元。至2012年，东平街道共植树造林5800公顷，经济林、用材林、防护林分别有1000、2800、2000公顷。

## 名胜古迹

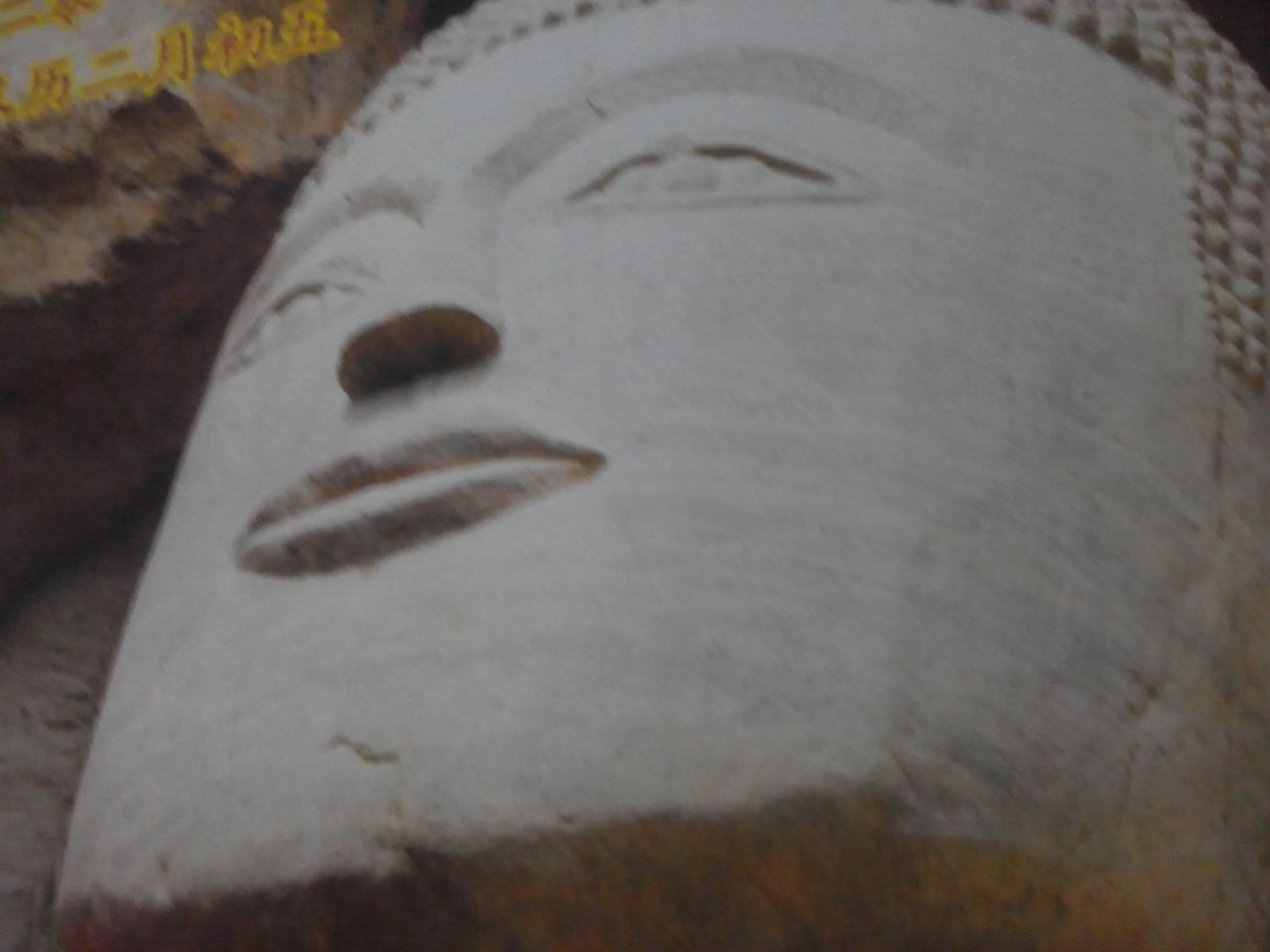
白佛山大佛

东平街道境内有多处文物保护单位。被誉为“齐鲁第一大佛”的白佛山大佛位于东平街道西部，该佛像以及其附近的石窟造像群为中国全国重点文物保护单位。古宿国首都遗址宿城故城、古墓群宿城汉墓群为山东省省级文物保护单位。县城东的青峰山摩崖造像为泰安市市级文物保护单位，毛庄天主教堂、龙山摩崖造像及古无盐县城遗址无盐故城为东平县县级文物保护单位。